# Anselmo della Gherardesca

Stemma della famiglia della Gherardesca.

Anselmo della Gherardesca detto Anselmuccio (1274 circa – Pisa, marzo 1289) era nipote del celebre Conte Ugolino, che condivise la sorte di morire di fame nella Torre della Muda a Pisa con il nonno.

## Biografia
Nel celeberrimo episodio narrato nell'Inferno di Dante Alighieri (XXXIII, 1-78) egli viene presentato come figlio di Ugolino (mentre era figlio di suo figlio Lotto o secondo altri di Guelfo II), e, a differenza del testo dantesco, era l'unico vero adolescente (circa quindicenne) dei quattro discendenti di Ugolino puniti con lui. Dante immagina invece che tutti siano fanciulli per accrescere il senso tragico della storia.
La sua fine da innocente fece scrivere a Dante la crudissima invettiva contro Pisa vituperio delle genti.